# Chirita cordifolia
Chirita cordifolia är en tvåhjärtbladig växtart som beskrevs av Wen Tsai Wang. Chirita cordifolia ingår i släktet Chirita och familjen Gesneriaceae. Inga underarter finns listade i Catalogue of Life.